# Yang Jin-sung
Đây là một tên người Triều Tiên, họ là Yang.
Yang Jin-sung (sinh ngày 27 tháng 6 năm 1988) là một nữ diễn viên Hàn Quốc. Sau khi ra mắt năm 2010 trong bộ phim Wedding Dress, cô chủ yếu đóng vai phụ trong các bộ phim truyền hình như vai người bạn gái đã chết của nhân vật chính trong Secret Love (2013).Yang nhận vai chính đầu tiên của mình trong bộ phim tình cảm, lãng mạn Bride of the Century.

## Phim

### Phim truyền hình
| Năm  | Tựa đề                                                | Vai                      | Kênh         |
| ---- | ----------------------------------------------------- | ------------------------ | ------------ |
| 2011 | City Hunter                                           | Shin Eun-ah              | SBS          |
| 2011 | Just Like Today                                       | Moon Hyo-jin             | MBC          |
| 2013 | She Is Wow                                            | Yoo Nan-hee              | tvN          |
| 2013 | Secret Love                                           | Seo Ji-hee               | KBS2         |
| 2013 | Drama Festival ";.,!: Me, Dad, Mom, Grandma and Anna" | Anna                     | MBC          |
| 2014 | Bride of the Century                                  | Na Doo-rim/Jang Yi-kyung | TV Chosun    |
| 2015 | My Unfortunate Boyfriend                              | Yoo Ji-na                | MBC Dramanet |

### Phim điện ảnh
| Năm  | Tựa đề        | Vai         |
| ---- | ------------- | ----------- |
| 2010 | Wedding Dress | Adult So-ra |
| 2013 | Hope          | Do-kyung    |